# كدامة
كَدَّامَة (الاسم العلمي: Leptodactylus)، جنس ضفادع قازبة من فصيلة الكداميات. ويشمل الأنواع (75) التي تسمى عادًة ضفادع الخندق أو الضفادع ذات الشفاه البيضاء. وهي تشبه إلى حد كبير الضفدع القزم.